# Effet Florence Nightingale
L'effet Florence Nightingale est utilisé pour parler d'une situation où un soignant tombe amoureux de son patient. Cet effet peut se produire même si très peu de communication et de contacts sont établis en dehors des soins de base. Les sentiments peuvent s’estomper une fois que le patient n’a plus besoin de soins.

## Origine
L'effet porte le nom de Florence Nightingale, pionnière dans le domaine des soins infirmiers dans la seconde moitié du 19e siècle. En raison de son dévouement aux soins des patients, elle a été surnommée « La Dame à la Lampe » car elle avait l'habitude de faire des rondes nocturnes. Ses soins ont à jamais changé la façon dont les structures hospitalières traitent les patients. La plupart considèrent Nightingale comme la fondatrice des soins infirmiers modernes.
Cependant, il n’y a aucune trace d'une quelconque liaison sentimentale entre Florence Nightingale et l'un de ses patients. À tel point qu'elle ne s'est jamais mariée, malgré les nombreux prétendants, de peur que cela n’interfère avec sa vocation d’infirmière. C'est Albert Finney qui a qualifié cet effet de « Syndrome de Florence Nightingale » dans une interview en 1982.

## Dans la culture populaire
Dans le film Retour vers le futur, le Dr Emmett Brown fait référence à cet effet pour expliquer l'attachement affectif de Lorraine envers Marty, après que celle-ci eut pris soin de lui pendant une nuit entière. Dans cette séquence culte, Marty était tombé sur la chaussée puis renversé accidentellement par le père de Lorraine qui rentrait en voiture.